# 埃尔 (奥地利)
埃尔（德語：Erl）是奥地利蒂罗尔州库夫施泰因县的一个市镇。总面积27平方公里，总人口1429人，人口密度52.9人/平方公里（2005年）。